# Stefanie Lorenzen
Stefanie Lorenzen (* 1976) ist eine deutsche Religionspädagogin und Hochschullehrerin an der Otto-Friedrich-Universität Bamberg.

## Leben und Wirken
Lorenzen studierte ab 1996 Evangelische Theologie, Germanistik und Spanisch im Nebenfach an den Universitäten Würzburg und Heidelberg. 2003 legte sie für diese Fächer das Erste Staatsexamen für das Gymnasiallehramt ab. In der Folge arbeitete sie indes nicht als Lehrerin, sondern widmete sich ihrer akademischen Laufbahn. 2007 schloss sie ihre von der Studienstiftung des deutschen Volkes geförderte und von Peter Lampe betreute Promotion ab und wurde von der Universität Heidelberg mit der Schrift Der paulinische Eikon-Begriff. Semantische Analysen zur Sapientia Salomonis, zu Philo und den Paulusbriefen. zur Dr. theol. promoviert. Anschließend leistete sie im Saarland ihr Referendariat ab und legte dort 2009 ihr Zweites Staatsexamen ab. In der Folge arbeitete sie als wissenschaftliche Mitarbeiterin am Lehrstuhl für Religionspädagogik der Universität des Saarlandes, bis sie 2016 als Dozentin an die Universität Bern wechselte. 2019 schloss sie in Saarbrücken ihre Habilitation für das Fach Religionspädagogik ab, habilitierte sich 2022 in Bern aber um und hielt fortan die Venia legendi für Praktische Theologie mit dem Schwerpunkt Religionspädagogik. Zum Sommersemester 2022 folgte Lorenzen einem Ruf der Universität Bamberg, wo sie seitdem den Lehrstuhl für Religionspädagogik und Didaktik des Religionsunterrichts innehat.
Lorenzen ist verheiratet und Mutter zweier Kinder.

## Forschungsschwerpunkte
Lorenzens Forschungsschwerpunkte liegen vor allem im Bereich der religiösen Entscheidungen, insbesondere der Positionierung und Umgang mit Ambiguität aus religionspädagogischer Perspektive. Darüber hinaus hat sie zusammen mit Susanne Schwarz, Helena Stockinger, Ulrike Witten und Elisabeth Arweck zu religionsbezogenen Vorstellungen und Erfahrungen im Kindes- und Jugendalter das Forschungsprojekt Kinder und Religion: Qualitative Erkundungen im europäischen Zusammenhang geleitet. In diesem Zusammenhang forscht sie auch zu interreligiösem Lernen als religionsdidaktischer Dimension. Hier vertritt sie unter anderem, dass die Zukunft des Religionsunterrichts wohl konfessionslos sein wird. Ein weiteres von ihr in Zusammenarbeit mit Thomas Schlag, Rahel Voirol-Sturzenegger, Fabienne Greuter, Felicitas Held und Karina Zurgilgen geleitetes Forschungsprojekt befasste sich mit der kirchlichen Bildung mit Kindern und Jugendlichen.